# Badé
Moacir Monteiro da Silva Filho, mais conhecido como Badé (Maceió, 27 de janeiro de 1982), é um ex-futebolista brasileiro que atuava como lateral esquerdo.

## Carreira
Badé começou o futebol nos infantis do CSA, passou pelos juvenis do Vitória, e despontou nos profissionais do Coritiba em 2001. Uma campanha de destaque foi no campeonato brasileiro da série B de 2004, atuando pelo Avaí.
Em 2009, fez boa campanha pela Chapecoense e foi contratado pelo Náutico. Mas acabou voltando para Chapecoense. No ano de 2011, Badé seguiu para o Joinville.
Em 2013, acertou com o Nacional-AM, para continuidade na Copa do Brasil e Série D do Brasileirão.
Em 2014, acertou sua ida para o Campinense, onde jogou pelo campeonato paraibano e foi Vice-Campeão estadual. Após a sua rescisão de contrato, Badé acertou a sua ida para o Botafogo-PB onde atuou pela Copa do Brasil e pela Série C do Campeonato Brasileiro.
Em 2015, acertou com o Vila Nova.
No ano de 2016, Badé acertou com o Camboriú, para a disputa da Série A do Campeonato Catarinense.

## Títulos
Joinville
- Campeonato Brasileiro de Futebol de 2011 - Série C